# James M. Wallace
James M. Wallace (* 1750 im Lancaster County, Province of Pennsylvania; † 17. Dezember 1823 bei Hummelstown, Pennsylvania) war ein US-amerikanischer Politiker. Zwischen 1815 und 1821 vertrat er den Bundesstaat Pennsylvania im US-Repräsentantenhaus.

## Werdegang
Der im heutigen Dauphin County geborene James Wallace besuchte Schulen in Philadelphia. In den 1770er Jahren schloss er sich der amerikanischen Revolution an und diente während des Unabhängigkeitskrieges in verschiedenen Funktionen in den amerikanischen Streitkräften. Bei Kriegsende hatte er es bis zum Major gebracht. Im Jahr 1796 wurde er Major bei der Miliz im Dauphin County. Politisch schloss er sich der Ende der 1790er Jahre von Thomas Jefferson gegründeten Demokratisch-Republikanischen Partei an. Zwischen 1799 und 1801 saß er im Bezirksrat des Dauphin County; von 1806 bis 1810 war er Abgeordneter im Repräsentantenhaus von Pennsylvania.
Nach dem Amtsverzicht des 1814 zum Kongressabgeordneten gewählten Amos Ellmaker, der sein Mandat nie angetreten hatte, gewann Wallace die fällige Nachwahl im dritten Wahlbezirk von Pennsylvania und nahm seine Aufgaben im US-Repräsentantenhaus in Washington, D.C. ab dem 10. Oktober 1815 wahr. Nach zwei Wiederwahlen konnte er bis zum 3. März 1821 im Kongress verbleiben. Im Jahr 1820 verzichtete er auf eine weitere Kandidatur. Nach seiner Zeit im US-Repräsentantenhaus zog sich Wallace auf seine Farm zurück. Er starb am 17. Dezember 1823.